# Quatuor à cordes K. 575
Pour les articles homonymes, voir Quatuor à cordes (homonymie).

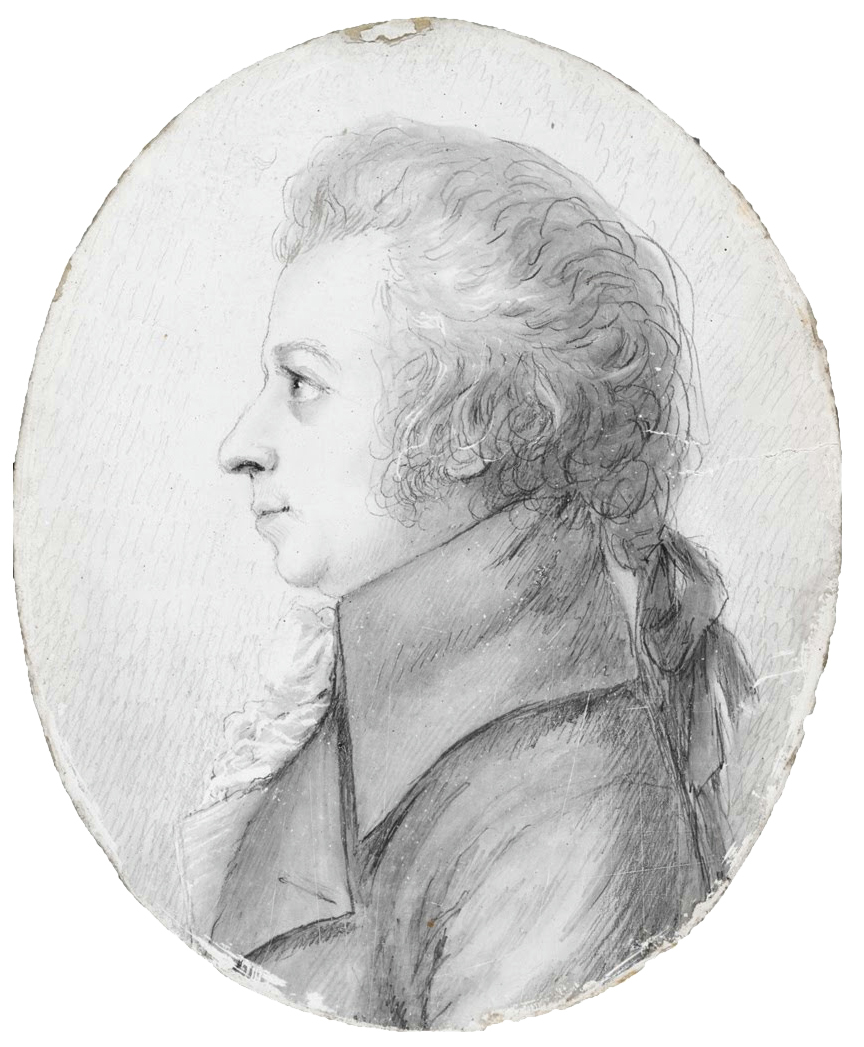
Mozart en avril 1789

Le Quatuor à cordes no 21 en ré majeur K. 575 est un quatuor à cordes de Mozart. Composé en juin 1789 à la suite d'une commande pour six quatuors du roi Frédéric-Guillaume II de Prusse, il est le premier des quatuors Prussiens. 
Le roi de Prusse étant lui-même violoncelliste amateur, Mozart réserva au violoncelle une place plus développée que de coutume.

## Analyse de l'œuvre
Introduction de l'Allegretto :
La lecture audio n'est pas prise en charge dans votre navigateur. Vous pouvez télécharger le fichier audio.
Introduction de l'Andante :
La lecture audio n'est pas prise en charge dans votre navigateur. Vous pouvez télécharger le fichier audio.
Introduction du Menuetto: Allegretto :
La lecture audio n'est pas prise en charge dans votre navigateur. Vous pouvez télécharger le fichier audio.
Introduction du Trio :
La lecture audio n'est pas prise en charge dans votre navigateur. Vous pouvez télécharger le fichier audio.
Introduction de l'Allegretto :
La lecture audio n'est pas prise en charge dans votre navigateur. Vous pouvez télécharger le fichier audio.
Le quatuor comprend quatre mouvements :
1. Allegretto, en ré majeur, à , 193 mesures, section répétée 2 fois : mesures 1 à 77
2. Andante, en la majeur, à 
, 73 mesures
3. Menuet (allegretto), en ré majeur (trio en sol majeur), à 
, 74 + 40 mesures
4. Allegretto, en ré majeur, à , 230 mesures

- Durée d'exécution : 25 minutes.